# Craig Ferguson
Craig Ferguson (Glasgow, 17 maggio 1962) è un conduttore televisivo, scrittore, attore e comico scozzese naturalizzato statunitense.

## Carriera
Ha presentato per 10 anni The Late Late Show with Craig Ferguson, talk show della CBS, vincitore di un Peabody Award nel 2010. Ha concluso la sua esperienza nello show nel dicembre 2014. Continua la presentazione del game show Celebrity Name Game e i suoi spettacoli comici in giro per gli Stati Uniti e Canada.
Ferguson ha scritto inoltre 2 libri: il romanzo Between the Bridge and the River e l'autobiografia American on Purpose: The Improbable Adventures of an Unlikely Patriot. Prima di intraprendere la carriera di presentatore, Ferguson era meglio conosciuto come il capo di Drew Carey, Nigel Wick nella sitcom The Drew Carey Show dal 1996 al 2003. Ha recitato in alcuni film, tra i quali Prendimi l'anima di Roberto Faenza, L'erba di Grace, Romantici nati, The Big Tease e I'll Be There - Mio padre è una rockstar.

## Vita privata
Nasce da Robert e Janet (Netta) Ferguson a Glasgow, cresce poi con i suoi tre fratelli (Scott, Janice e Lynn) a Cumbernauld, cittadina nei dintorni di Glasgow.
Si è sposato tre volte: prima dal 1983 al 1986 con Anne Hogarth; poi dal 1998 al 2004 con l'attrice Sascha Gabriella Corwin da cui ha avuto un figlio, Milo Hamish (2001); dal 2008 è sposato con la mercante d'arte Megan Wallace Cunningham da cui ha avuto un figlio, Liam James, nato il 31 gennaio 2011.

## Filmografia

### Attore

#### Cinema
- The Big Tease, regia di Kevin Allen (1999)
- L'erba di Grace (Saving Grace), regia di Nigel Cole (2000)
- One Life Stand, regia di May Miles Thomas (2000)
- Romantici nati (Born Romantic), regia di David Kane (2000)
- Chain of Fools, regia di Pontus Löwenhielm e Patrick von Krusenstjerna (2000)
- Prendimi l'anima, regia di Roberto Faenza (2002)
- I'll Be There - Mio padre è una rockstar (I'll Be There), regia di Craig Ferguson (2003)
- Lemony Snicket - Una serie di sfortunati eventi (Lemony Snicket's A Series of Unfortunate Events), regia di Brad Silberling (2004)
- Niagara Motel, regia di Gary Yates (2005)
- Pipistrelli Vampiro (Vampire Bats), regia di Eric Bross (2005)
- Lenny the Wonder Dog, regia di Oren Goldman e Stav Ozdoba (2005)
- Trust Me, regia di Andrew Kazamia (2007)
- La dura verità (The Ugly Truth), regia di Robert Luketic (2009)
- Kick-Ass, regia di Matthew Vaughn (2010)
- Un incontro inaspettato (Then Came You), regia di Adriana Trigiani (2020)

#### Televisione
- The Bogie Man, regia di Charles Gormley – film TV (1992)
- Modern Vampires, regia di Richard Elfman – film TV (1998)
- Pallottole d'amore (Life Without Dick), regia di Bix Skahill – film TV (2002)
- The Drew Carey Show – serie TV, 185 episodi (1996–2004)

### Doppiatore
- Freakazoid! - serie TV, 7 episodi (1995-1997)
- Buzz Lightyear da Comando Stellare (Buzz Lightyear of Star Command) - serie TV, 4 episodi (2000)
- Dragon Trainer (How to Train Your Dragon), regia di Dean DeBlois e Chris Sanders (2010)
- Ribelle - The Brave (Brave), regia di Mark Andrews e Brenda Chapman (2012)
- Dragon Trainer 2 (How to Train Your Dragon 2), regia di Dean DeBlois (2014)
- Dragon Trainer - Il mondo nascosto (How to Train Your Dragon: The Hidden World), regia di Dean Deblois (2019)

## Doppiatori italiani
Nelle versioni in italiano delle opere in cui ha recitato, Craig Ferguson è stato doppiato da:
- Vittorio Guerrieri ne L'erba di Grace, Romantici nati
- Francesco Prando in Prendimi l'anima
- Giuliano Bonetto in CSI: NY

Da doppiatore, è stato sostituito da:
- Carlo Valli in Dragon Trainer, Dragon Trainer 2, Dragon Trainer - Il mondo nascosto

## Scritti
- Between the Bridge and the River. Chronicle Books, 2006.
- American on Purpose: The Improbable Adventures of an Unlikely Patriot. HarperCollins, 2009.